# Calanopia sewelli
Calanopia sewelli is een eenoogkreeftjessoort uit de familie van de Pontellidae. De wetenschappelijke naam van de soort is voor het eerst geldig gepubliceerd in 1967 door Jones E.C. & Park.